# Вуд, Нейтан
Не́йтан Дин Джо́шуа Вуд-Го́рдон (англ. Nathan Dean Joshua Wood-Gordon; 31 мая 2002) — английский футболист, центральный защитник клуба «Саутгемптон». 

## Клубная карьера
1 июля 2018 года подписал профессиональный контракт с клубом «Мидлсбро». 14 августа 2018 года дебютировал в основном составе «Боро» в матче Кубка Английской футбольной лиги против «Ноттс Каунти», в возрасте 16 лет и 72 дней став самым молодым дебютантом в истории клуба.
1 февраля 2021 года отправился в аренду в клуб Лиги 1 «Кру Александра». В оставшейся части сезона 2020/21 провёл за команду 12 матчей в Лиге 1.
31 августа 2021 года отправился в аренду в клуб шотландского Премьершипа «Хиберниан». 16 октября 2021 года дебютировал за клуб в матче против «Данди Юнайтед». 25 ноября 2021 года вернулся в «Мидлсбро», сыграв за шотландскую команду только 1 матч.
10 июня 2022 года Вуд перешёл в валлийский клуб «Суонси Сити», подписав двухлетний контракт.

## Карьера в сборной
Выступал за сборные Англии до 15, до 16, до 17, до 18, до 20 лет и до 21 года.

## Личная жизнь
Отец — футболист Дин Гордон, выступавший за клубы «Кристал Пэлас», «Мидлсбро» и сборную Англии до 21 года.